# Fenneropenaeus
Fenneropenaeus là một chi tôm trong họ Penaeidae.

## Các loài
Theo phân loại Catalogue of Life (Ngày 11 tháng 11 năm 2017):
- Fenneropenaeus chinensis (Osbeck, 1765)
- Fenneropenaeus indicus (H. Milne Edwards, 1837)
- Fenneropenaeus merguiensis (De Man, 1888)
- Fenneropenaeus penicillatus (Alcock, 1905)
- Fenneropenaeus silasi Muthu et Motoh, 1979